# Солодка Даруся
«Солодка Даруся», або «Драма на три життя» — роман української письменниці Марії Матіос, який був написаний в період з лютого 2002 р. по травень 2003 р. та вийшов друком у 2004 р. Розповідає про гірку долю Дарусі та її батьків, понівечених радянським НКВД у довоєнний та післявоєнний період окупації радянськими військами Західної України. Події розгортаються у гірському селі Черемошне, що на Буковині.

## Короткий зміст
Твір досить сильний за своєю натурою починається легко з поволі наростаючою напругою, описуючи важке життя жінки Дарусі у гірському селі за радянської доби десь у 1970-х роках. У селі її вважають німою та несповна розуму через її часті головні болі, але кличуть чомусь Солодкою Дарусею. Даруся живе сама у хаті своїх батьків й дає собі раду лише завдяки сусідам та добрим людям. За багато років її вчинки знайшли розуміння серед односельчан, але час від часу люди лякаються, чи то її, чи то власних гріхів.
Місцева радянська влада навіть не намагалася надати якусь лікарську допомогу Дарусі. Напрочуд дивним видається те, що коли доля усміхнулася до Дарусі й вона стала видужувати, влада (ті ж самі сільські люди) боячись чогось воліють повернути усе як було.
Твір насичений мальовничими описами місцевого побуту та звичаїв враз повертає в минуле на 30-40 років й розповідає вже про молоду пару (батьків Дарусі), які намагалися зберегти від злого людського ока своє кохання. Та зміни влади, війна й людська заздрість та забобони виривають їх з їхнього маленького щасливого світу й кидають на жорна історичних подій. Незважаючи на всі негаразди сім'я виживає, але вкінець знівечують їхнє життя агенти радянської влади, для яких немає нічого святого.

## Головні герої
Солодка Даруся — Ілащук Дарина Михайлівна, душевно хвора жінка. Народилася у березні 1940 року в селі Черемошне звичайною здоровою дитиною. Фактично виказала батьків військовим, які прийшли з обшуком. У 10-річному віці пережила великий стрес — смерть матері, через що і захворіла (мучать головні болі після того як з'їсть цукерку, стала несповна розуму, а також оніміла). Проживає одна.
- Іван Цвичок — «чудний та дурнуватий, як вважали в селі, чоловік — зайда». Дивакуватий. Збирає по сусідніх селах залізяччя. Виготовляє дримби. Мав ніжні почуття до Дарусі.
- Михайло — Михайло Петрович Ілащук — батько Дарусі. В 12 років втратив батька, в 15 матір. Чесний, справедливий, працьовитий.
- Мотронка — Мотрона Іванівна Ілащук (Яків'юк) — мати Дарусі. Сирота. Стала жертвою радянських прикордонників.

## Відгуки
- Письменниця Марія Матіос романом «Солодка Даруся» сміливо і рішуче відкинула правила політичної обережності й суспільних табу — і на свій страх і ризик здійснила жорстоку мандрівку в наше криваве, й не менш жорстоке історичне пекло, в безодню, куди лячно зазирати. (Павло Загребельний)
- … Ця річ уже сьогодні належить до видатних непроминальних творів. (Дмитро Павличко)
- … Це книга Метафора для всеукраїнської новітньої історії («Львівська Газета»)

## Видання
- Марія Матіос. Солодка Даруся: драма на три життя. Художнє оформлення: Юрій Кох. Львів: Піраміда, 2004. 174 с. ISBN 966-7188-98-1 (1-ше видання)

- перевидання у видавництві "Піраміда" у 2005, 2006, 2007, 2008, 2009, 2010, 2011

### Переклади
Роман Солодка Даруся було перекладено польською, хорватською, німецькою, французькою, російською, литовською, білоруською, італійською мовами. У 2018 очікується вихід англійською та сербською мовами.
- (російською) Мария Матиос. «Даруся сладкая». Перевод с украинского Елены Мариничевой и Светланы Соложенкиной, под общей редакцией Елены Мариничевой. Москва: Братонеж. 2007. 319 ст.: 7-146 (из сборника "Нация") ISBN 9785787303988

- (перевидання) Мария Матиос. «Даруся сладкая». Перевод с украинского Елены Мариничевой и Светланы Соложенкиной, под общей редакцией Елены Мариничевой. Львов: Пирамида. 2010. 421 ст. ISBN 978-966-441-175-9
- (перевидання) Мария Матиос. «Даруся сладкая». Перевод с украинского Елены Мариничевой и Светланы Соложенкиной, под общей редакцией Елены Мариничевой. Львов: Пирамида. 2012. 421 ст. ISBN 978-966-441-175-9

- (польською) Maria Matios. “Słodka Darusia: : dramat na trzy życia”, tłum. Anna Korzeniowska-Bihun, Warszawa: Wydawnictwo Andrzej Bihun, 2010  ISBN 978-8393044702
- (білоруською) Марыя Маціёс. “Салодкая Даруся”, пер. Алег Віркевіч, Вільня: Пфляўмбаўм, 2023. 222 ст. ISBN 978-6099637136
- (хорватською) Marija Matios. "Slatka Darica: drama u tri života".S ukrajinskog prevela Dijana Dill; uvod Jevgenij Paščenko. Zagreb: Hrvatsko-ukrajinsko društvo. 2010. (Biblioteka Ucrainiana Croatica)  ISBN 978-953-95013-7-0
- (німецькою) Maria Matios. "Darina, die Süsse". Übersetzung: Claudia Dathe; Nachwort von Andrej Kurkow. Innsbruck: Haymon Verlag, 2013. 231 s. ISBN 978-3-7099-7006-5
- (литовською) Marija Matiós. Saldžioji Darusia. Vertėjas: Vasil Kapka.  Vilnius: Eugrimas. 2013. 192 s. ISBN 978-609-437-175-2
- (французькою) Maria Matios.  "Daroussia la Douce". Trad. de l'ukrainien par Iryna Dmytrychyn. Paris:  Gallimard. 2015. 208 p. ISBN 978-2-0701-4082-4
- (італійською) Marija Matios. Darusja la dolce: dramma in tre vite; traduzione di Francesca Fici. Rovereto: Keller. 2015. 224 p. ISBN 978-8-8897-6780-1
- (англійською) Maria Matios. Sweet Darusia: a Tale of Two Villages. Translated from Ukrainian by: Olha Tytarenko, Michael Naydan. Amsterdam-London: Glagoslav Publications. 2019. ISBN 978-1-947980-93-8
- (сербською) Марија Матиос. Слатка Дарусија. Српски превод: ?. Београд: ?. 2018 (готується до друку)